# Криченко-Могила Гаврило Петрович
Криченко-Могила Гаврило Петрович — український громадський діяч у Хабаровську.

## Життєпис
Народився в кінці дев'ятнадцятого століття в селі Чернігівка, Приморського краю в родині українців.
У 1910 році приїхав у Владивосток де був артистом в театрі, і господарником в Українському гуртку. В українських селах Приморського краю проводив національну агітацію і культурну роботу через що його переслідувала влада.
У 1914 році Гаврила призвали на фронт Першої світової війни на якому він пробув до 1917 року.
У 1917 році повернувся в Примор'ї оселився а Хабаровську, виступив одним з організаторів і першим головою Хабаровської Української Громади, висунув свою кандидатуру від громади у виборах в Хабаровську міську думу. У 1917 році був обраний членом Виконавчого комітету Хабаровського ради робітничих депутатів від партії есерів. Фінансував видання газети «Хвилі України».
У січні-квітні 1918 — обіймав посаду голови тимчасового Далекосхідного Українського Виконавчого Комітету, в цьому ж році організував Український Далекосхідний театрально артистичний союз.
На початку вересня 1918 року був розстріляний білими козаками отамана Івана Калмикова як член Виконкому Хабаровської ради робітничих депутатів